# Voyage en canoë sur les rivières du Nord
Voyage en canoë sur les rivières du Nord (An Inland Voyage) est un récit de voyage de l'écrivain écossais Robert Louis Stevenson publié en 1878.
La version commercialisée a été traduite par Léon Bocquet.

## Résumé
À bord de leurs canoës à voile, L'Aréthuse et La Cigarette, Stevenson et son ami Walter Simpson commencent leur périple à Anvers en Belgique sur l'Escaut. Puis ils empruntent le Rupel jusqu'à Boom, ville qui leur laisse une bien mauvaise impression : sa briqueterie salit la berge et ils passent la nuit dans « la pire auberge de la région ».
Reprenant leur navigation le lendemain, ils subissent une pluie glacée sur le canal de Willebroeck, mais le moral reste bon. Après une halte à Bruxelles, le voyage se poursuit via la Sambre et l'Oise, pour se terminer à Pontoise.

## Éditions en anglais
- Robert Louis Stevenson, An Inland Voyage, Londres, Kegan Paul, Trench, 1878
- Robert Louis Stevenson, An Inland Voyage, Londres, Heinemann, 1922

## Traduction en français
- Voyage en canoë sur les rivières du Nord, traduction de Léon Bocquet,
- Voyage sur les canaux et les rivières traduction de ...,
- À la pagaie, traduction de Lucien Lemaire, Paris, éd. Emile Lechevalier, 1900.
- Canaux et rivière d'Anvers à Compiègne, éditions Encre, 1985, 183 p.  (ISBN 9782864182214)
- Croisière à l'intérieur des terres traduction de Laurent Bury, dans Stevenson (dir. Charles Ballarin), Œuvres, t. I, Paris : Gallimard, coll. « Bibliothèque de la Pléiade », 2001.